# 安楽死で死なせて下さい
『安楽死で死なせて下さい』（あんらくしでしなせてください）は、脚本家の橋田壽賀子の著書。橋田は執筆当時90歳を迎えており、本書にはスイスでの安楽死を希望していることなどが記されている。本書は日本において、安楽死や尊厳死の在り方について議論を巻き起こした。
橋田は2021年、95歳で死去した。

## 反響
在宅ケアを行う人々からは、ケアの方法によっては穏やかな死を迎えられると反論があった。